# Артско деспотство
Артското деспотство (1358 – 1416) е средновековна държава на Балканите, създадена след поражението на последния владетел на Епирското деспотство – Никифор II Орсини, на река Ахелой от албанските властели. Следствие от победата в битката при Ахелой, албанските властели обособяват два нови деспотата – единият в Арта, а другия в Ангелокастро и Лепанто – Деспотство Ангелокастро и Лепанто.
Това става възможно благодарение политиката на Стефан Душан, който за да завладее за Душановото царство тези територии, както и за да си осигури лоялността на албанските кланове, им предоставя широки правомощия с местна автономия, след присъединяване на териториите към царството.
Двете деспотства са на Петър Лоша с център Арта, и на Гин Буа Спата с център крепостта Ангелокастро. Територията на деспотата след присъединяването през 1374 г. на деспотството Ангелокастро и Лепанто се простира от Коринтския залив на юг – до река Ахерон на север, разделяща деспотството от съседното владение на Княжество Зенебищи.